# Dortoir interdit
 (mars 2017).
Si vous disposez d'ouvrages ou d'articles de référence ou si vous connaissez des sites web de qualité traitant du thème abordé ici, merci de compléter l'article en donnant les références utiles à sa vérifiabilité et en les liant à la section « Notes et références ».
Dortoir interdit est un roman policier de l'écrivain français Serge Brussolo paru en 2009. Il s'agit du premier tome de la série Agence 13. Ce thriller décrit la réhabilitation d'un abri anti-atomique.

## Résumé
Mickie Katz, décoratrice, est appelée par un milliardaire pour rendre habitable un abri anti-atomique. En effet, cet homme est complètement obsédé par les sudistes et la 3e guerre mondiale. C'est dans cette atmosphère paranoïaque que toute la famille est retrouvée assassinée, point de départ d'une enquête difficile.